# 竹の山
竹の山（たけのやま）は、愛知県日進市の町名。現行行政地名は竹の山一丁目から竹の山五丁目。

## 地理
日進市北西部に位置し、東・南は岩崎町、西は岩崎台および長久手市片平、北は長久手市丁子田、北西は長久手市長配・卯塚に接する。
町域北部を東名高速道路が東西に通っており、東名高速道路より北側（一丁目の一部）は竹の山土地区画整理事業により、南側（一丁目の一部および二～五丁目）は日進竹の山南部特定土地区画整理事業により開発された。住宅地と商業地域が混在している。

### 湖沼
- 弁天池

## 歴史

### 町名の由来
大字岩崎（岩崎町）の字竹ノ山による。

### 沿革
- 1987年（昭和62年）6月2日 - 日進町大字岩崎の一部より、同町竹の山一丁目が成立[1]。
- 1994年（平成6年）10月1日 - 市制施行に伴い、日進市竹の山となる[6]。
- 2012年（平成24年）10月6日 - 岩崎町（市場・小林・神明・竹ノ山・野田・根裏・芦廻間・六坊）の一部より、竹の山二～五丁目が成立。岩崎町（竹ノ山）の一部を一丁目へ編入[7]。

## 世帯数と人口
2019年（令和元年）7月1日現在の世帯数と人口は以下の通りである。
| 町丁   | 世帯数    | 人口    |
| ------ | --------- | ------- |
| 竹の山 | 1,832世帯 | 4,519人 |

### 人口の変遷
国勢調査による人口の推移
| 1995年（平成7年）  | 141人   | [ 8 ]             |  |
| 2000年（平成12年） | 143人   | [ 9 ]             |  |
| 2005年（平成17年） | 282人   | [ 10 ]            |  |
| 2010年（平成22年） | 290人   | [ 11 ]            |  |
| 2015年（平成27年） | 232人   | [ 12 ] [ 注釈 1 ] |  |
| 2020年（令和2年）  | 4,970人 | [ 14 ]            |  |

## 学区
市立小・中学校に通う場合、学区は以下の通りとなる。また、公立高等学校に通う場合の学区は以下の通りとなる。
| 丁目         | 番・番地等 | 小学校               | 中学校               | 高等学校 |
| ------------ | ---------- | -------------------- | -------------------- | -------- |
| 竹の山一丁目 | 全域       | 日進市立竹の山小学校 | 日進市立日進北中学校 | 尾張学区 |
| 竹の山二丁目 | 全域       | 日進市立竹の山小学校 | 日進市立日進北中学校 | 尾張学区 |
| 竹の山三丁目 | 全域       | 日進市立竹の山小学校 | 日進市立日進北中学校 | 尾張学区 |
| 竹の山四丁目 | 全域       | 日進市立竹の山小学校 | 日進市立日進北中学校 | 尾張学区 |
| 竹の山五丁目 | 全域       | 日進市立北小学校     | 日進市立日進中学校   | 尾張学区 |

## 施設
- 日進市立竹の山小学校・日進北中学校（小中一貫校）
- 椙山女学園大学日進キャンパス
- 名古屋学芸大学（本部は隣接する岩崎町竹ノ山に所在）
- 日進竹の山ショッピングセンター
  - アオキスーパー日進店
  - DCM日進竹の山店
  - あかのれん日進竹の山店
- エディオン日進竹の山店
- 旬楽膳日進店
- ラッキー1番日進竹の山店
- 日進市障害者福祉センター
- 日進市立北部保育園
- 東邦ガス日進供給所
- 碩善寺

## 交通
- 東名高速道路（岩崎北交差点付近を通過）
- 愛知県道57号瀬戸大府東海線
- 愛知県道217号岩藤名古屋線

## その他

### 日本郵便
- 郵便番号 : 470-0136[4]（集配局：日進郵便局[17]）。